# Fissia
Fissia es un género con tres especies de orquídeas,  originarias de  Colombia. 
Este género fue considerado una vez como parte integrante de Masdevallia y, desde su publicación en el 2006, es un género segregado, aunque aún no está aceptado de forma unánime.

## Especies deFissia
- Fissia mutica (Luer & R.Escobar) Luer, Monogr. Syst. Bot. Missouri Bot. Gard. 105: 9 (2006).
- Fissia picturata (Rchb.f.) Luer, Monogr. Syst. Bot. Missouri Bot. Gard. 105: 9 (2006).
- Fissia pleurothalloides (Luer) Luer, Monogr. Syst. Bot. Missouri Bot. Gard. 105: 9 (2006).